# Guncati
Guncati (Servisch cyrillisch Гунцати) is een plaats in de Servische gemeente Barajevo. De plaats telt 2102 inwoners (2002).